# Zahradní Město
Zahradní Město – osiedle mieszkaniowe położone w północnej i wschodniej części obszaru katastralnego Záběhlice, w dzielnicy miejskiej Praga 10.
Składa się ona z kolonii domów (tzw stare Zahradní Město), które jest otoczone przez dwa osiedla mieszkaniowe – osiedle Zahradní Město západ i osiedle Zahradní Město východ. W świadomość społeczeństwa widnieje jako osobna dzielnica.
W roku 2005, w południowo-wschodniej części Záběhlice zbudowano kolejny obszar, zwanym Nové Zahradní Město.